# فيليب بندلتون كوكي
فيليب بندلتون كوكي (بالإنجليزية: Philip Pendleton Cooke)‏ هو شاعر أمريكي، ولد في 26 أكتوبر 1816 في مرتينسبورغ في الولايات المتحدة، وتوفي في 20 يناير 1850 في مقاطعة كلارك في الولايات المتحدة.